# Віїле (Телеорман)
Віїле (рум. Viile) — село у повіті Телеорман в Румунії. Входить до складу комуни Скріоаштя.
Село розташоване на відстані 97 км на захід від Бухареста, 38 км на північний захід від Александрії, 91 км на схід від Крайови.

## Населення
За даними перепису населення 2002 року у селі проживали 5 осіб, усі — румуни. Усі жителі села рідною мовою назвали румунську.